# Bad Traunstein
Bad Traunstein (fino al 2010 Traunstein; colloquialmente Traunstein im Waldviertel) è un comune austriaco di 1 041 abitanti nel distretto di Zwettl, in Bassa Austria; ha lo status di comune mercato (Marktgemeinde).